# Gran Premio de Sochi Mayor
El Gran Premio de Sochi Mayor es una carrera ciclista rusa. Creada en 2015. Forma parte del UCI Europe Tour desde 2015, en categoría 1.2. 

## Palmarés
| Año  | Ganador          | Segundo             | Tercero         |
| ---- | ---------------- | ------------------- | --------------- |
| 2015 | Serguéi Firsánov | Aleksandr Folíforov | Artiom Ovechkin |

## Palmarés por países
| País  | Victorias |
| ----- | --------- |
| Rusia | 1         |